# Šťavnatka dubová
Šťavnatka dubová (Hygrophorus penarioides), jinak také štavnatka dubomilná, je druh houby z čeledi šťavnatkovité (Hygrophoraceae).

## Znaky
Klobouk je 3-20 cm široký, nejdříve polokulovitý se postupně rozevírá na klenutý až rozprostřený do plochy, přičemž se ve středové části rýsuje široký hrbolek, okraje jsou podvinuté. Pokožka je hladká, suchá, po dešti lepkavá, krémová, později se šedavým nádechem, středová část je jemně okrová.
Lupeny jsou tlusté, bílé, smetanové až narůžovělé, u třeně jsou krátce sbíhavé, na klobouku jsou řídce uspořádané. Výtrusný prach je bílý.
Třeň je 3-10 cm dlouhý, pevný,břichatý až válcovitý, bílý, povrch jeho horní části je jemně, bíle vločkatý, báze je zúžená, krémově až okrově zabarvená.
Dužnina je pevná, tuhá, bílá či s pleťovým odstínem, chutná nasládle, voní mírně.

## Užití
Jedlá houba.

## Ekologie
Od srpna do října roste tento druh šťavnatky nehojně na teplých, zásaditých, vápenitých stanovištích pod duby.

## Rozšíření
Výskyt druhu byl popsán v oblastech Pobaltí, severní, střední a jižní Evropy.

## Galerie

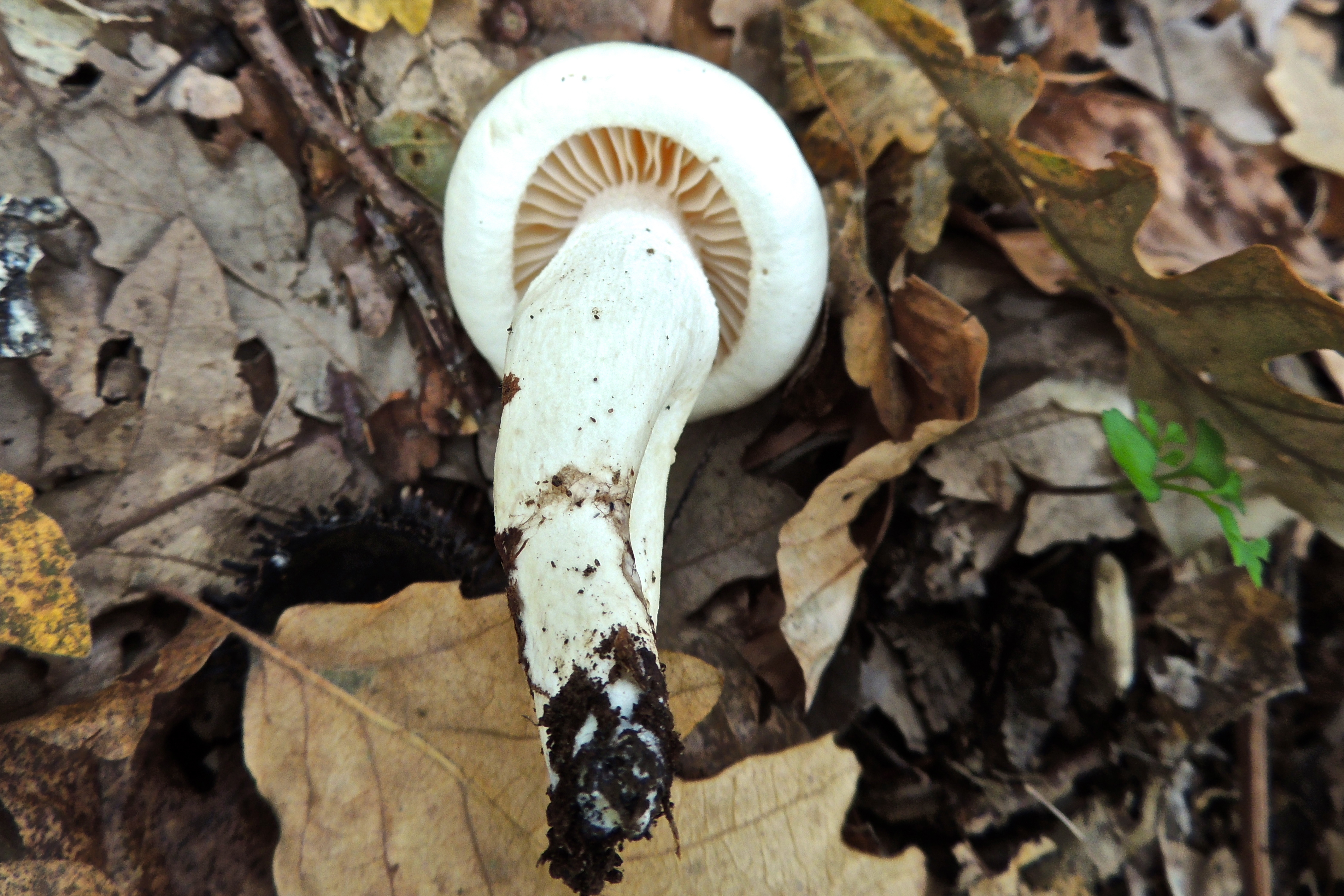

## Možnost záměny
- Šťavnatka buková (Hygrophorus penarius)[2]